# Hellula
Hellula is een geslacht van vlinders uit de familie van de grasmotten (Crambidae), uit de onderfamilie van de Glaphyriinae. De wetenschappelijke naam voor dit geslacht is voor het eerst gepubliceerd in 1854 door Achille Guenée. 

## Soorten
- H. angarensis Caradja, 1939
- H. aqualis Barnes & McDunnough, 1914
- H. galapagensis Landry & Roque-Albelo, 2008
- H. hydralis Guenée, 1854
- H. kempae Munroe, 1972
- H. phidilealis Walker, 1859
- H. rogatalis Hulst, 1886
- H. simplicalis Herrich-Schäffer, 1871
- H. subbasalis Dyar, 1923
- H. undalis (Fabricius, 1781)